# インノケンティウス9世 (ローマ教皇)
インノケンティウス9世（Innocentius IX, 1519年7月20日 - 1591年12月30日）は、ローマ教皇（在位：1591年）。本名はジャン・アントニオ・ファッキネティ（Gian Antonio Facchinetti）。教皇グレゴリウス14世の時代の外交の成果によって高い評価を得て、教皇に選出されたが、2か月で病死した。

## 生涯
北イタリア、ボローニャのクラヴェーニャ出身。ファッキネッティは法学で知られたボローニャ大学を卒業し、教会法の専門家としてアルディンゲリ枢機卿の秘書からファルネーゼ家の実力者アレッサンドロ枢機卿の秘書となった。アレッサンドロ枢機卿はパルマ公オッターヴィオ・ファルネーゼの兄で、先の教皇パウルス3世の孫に当たり、アヴィニョン司教であったため、ファッキネッティを代理としてアヴィニョンに派遣した。引き続いて使節としてパルマでの業務に当たらせた。1560年、カラブリアのニカストロ（現ラメーツィア・テルメ）の司教に任命され、1562年にトリエント公会議に出席した。ピウス5世はファッキネッティを教皇使節として、1566年にヴェネツィアへ派遣した。ファッキネッティはヴェネツィアとスペインの同盟を締結させ、1571年のレパントの海戦の勝利に結びついた。1572年にはエルサレムの名義大司教に任命されている。
このような華々しいキャリアを持つファッキネッティは、教皇グレゴリウス14世の下で第1の側近として活躍した。特に、教皇はマラリアによって床に伏すことが多かったため、ファッキネッティがほとんどの実務を引き受けていた。グレゴリウス14世の先行きが短いことがわかると、スペイン派と反スペイン派の枢機卿団が活発な選挙工作を開始する。前回のコンクラーヴェ（教皇選挙）ではフェリペ2世が教皇候補者を7名に限定するほどの高圧的な介入を行ったことが、反スペイン派の枢機卿たちの反感を買っていた。この時の選挙ではそこまでの露骨な介入は行われなかったが、依然スペイン枢機卿団が大きな影響力を持っていた。
選挙自体はすんなりとファッキネッティを教皇に選び出した。しかし就任早々、スペインのフェリペ2世とフランスのカトリック同盟がアンリ4世と争うなど、多事多難であった。教皇自身にも外交のグランドプランはあったと思われるが、2か月で死去したため実現はなかった。
インノケンティウス9世が2か月の間にしたことは、2人の枢機卿を任命したことであった。そのうち1人は甥のジョヴァンニ・アントニオ・ファッキネッティであった。親族のチェーザレ・ファッキネッティも1643年に枢機卿に上げられている。